# Eryngium prostratum
Eryngium prostratum là một loài thực vật có hoa trong họ Hoa tán. Loài này được Nutt. ex DC. mô tả khoa học đầu tiên năm 1830.